# Trazione ferroviaria

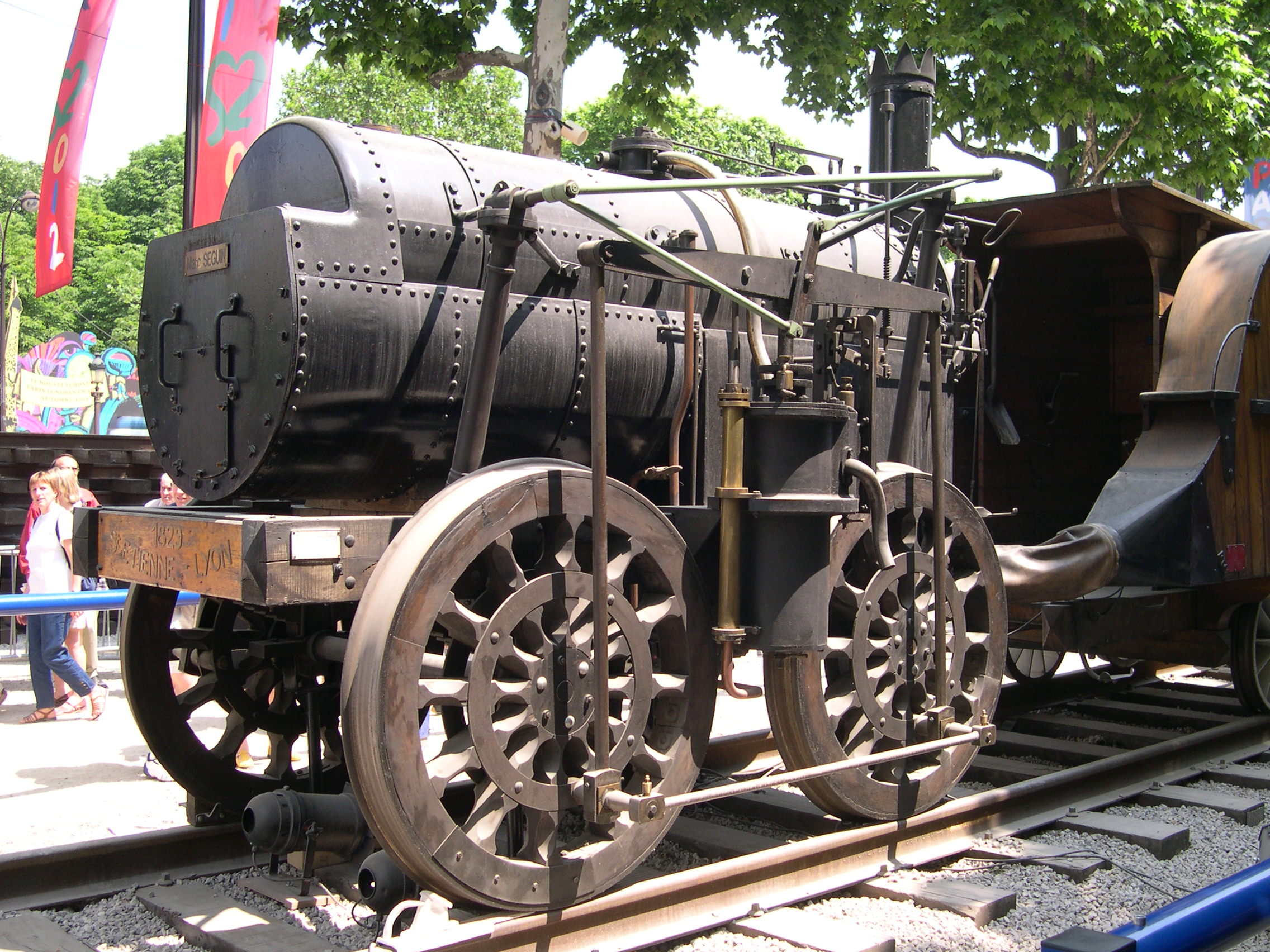
Uno dei primi esempi di trazione a vapore

Si definisce trazione ferroviaria l'insieme dei vari sistemi sperimentati ed attuati, nel corso degli anni, allo scopo di trainare treni di veicoli sulle ferrovie; alcuni sono rimasti sperimentali, altri si sono consolidati e hanno continuato a svilupparsi fino ai giorni nostri.
I primi sistemi, impiegati in genere per lo spostamento delle merci, ma anche per le persone nelle antiche tranvie cittadine, sono stati quelli a trazione animale (generalmente con cavalli, ma a volte anche con buoi). Un altro sistema di trazione molto antico è il trasporto a fune. I due sistemi principali di trazione rimasti in uso sono quella elettrica e quella termica, principalmente diesel.

## Storia

### La trazione elettrica nelle ferrovie italiane
Alla fine del XIX secolo, l'epoca dei famosi treni di lusso «Orient Express», «Sud-Express» e «Méditerranée» l'Italia, prima in Europa, cercò di sostituire la trazione a vapore in uso sulle proprie ferrovie con quella elettrica allo scopo di migliorare il comfort ed eliminare il fastidio che la polvere di carbone arrecava ai viaggiatori.
Nel 1898 il ministro dei Lavori Pubblici ingegner Giulio Prinetti istituì una commissione tecnica (denominata Commissione Nicoli-Grismayer) che, studiato il problema, incaricò le due maggiori compagnie ferroviarie dell'epoca, la Società Italiana per le Strade Ferrate del Mediterraneo, esercente la Rete Mediterranea, e la Società italiana per le strade ferrate meridionali - Esercizio della rete adriatica, esercente la Rete Adriatica, di eseguire studi ed esperimenti per la scelta del sistema più adatto di trazione elettrica.
I primi esperimenti furono quelli con automotrici ad accumulatori (1899-1904) sulla Milano-Monza e sulla Bologna-San Felice e quelli a corrente continua a 650 volt sulla linea Milano-Varese, della Rete Mediterranea, con alimentazione a terza rotaia, con elettromotrici. Gli esperimenti anche se incoraggianti comportavano però velocità e potenza modeste e autonomia insufficiente per le esigenze del servizio ferroviario, quindi verso il 1902 iniziarono sulle stesse linee gli esperimenti di captazione dell'energia elettrica attraverso la linea aerea in trifase a 3000 V, 15 Hz utilizzando appositi locomotori del tipo RA 34 (poi E.430 delle FS), che sviluppavano la potenza di circa 800 CV (circa 600 kW).
L'ottimo risultato ottenuto sulla linea Valtellinese promosse l'estensione della trazione elettrica anche alle linee di valico a grande traffico.
Dalla captazione da terza rotaia si passò per sicurezza alla captazione a linea aerea che è quella universalmente usata, anche se ad oggi permangono nel mondo diverse realtà con captazione a terza rotaia.
L'adozione della linea aerea migliorò la sicurezza allontanando le parti in tensione dalle persone, ed inoltre semplificando parecchio la captazione in corrispondenza degli scambi e dei passaggi a livello; il nuovo sistema, però, determinò anche l'incremento della sagoma limite (e quindi delle relative opere d'arte come ponti e gallerie), e un generalizzato aumento dei costi per pali, sostegno e tensione dei fili, ecc.

### La trazione elettrica a corrente alternata trifase
Agli inizi le tensioni usate non erano molto elevate, dell'ordine di 700 volt in corrente continua; in certi casi fu utilizzata anche la corrente alternata monofase. È evidente che in tal modo non potevano ottenersi elevate potenze necessarie per il traino dei treni ma solo sufficienti per tranvie o ferrovie suburbane. Nei primi anni del XX secolo, dopo alcuni esperimenti positivi in Ungheria, in Italia venne sperimentata e si affermò la trazione trifase ad alta tensione (3600 volt).
Tra il 1900 e il 1930 la trazione elettrica trifase sembrava essersi affermata definitivamente dato il vasto piano di elettrificazione ad alta tensione sulle linee ferroviarie più importanti del Centro-Nord.
I vari stati europei adottarono tensioni nominali di 1 500, 3 000 e 6 000 volt, e frequenze tra 15 e 20 hertz, allo scopo di conciliare l'esigenza costruttiva di motori relativamente lenti senza dover elevare troppo il numero dei poli e per contenere entro limiti accettabili le cadute induttive e le perdite di energia conseguenti alla utilizzazione della rotaia come terzo conduttore di linea.
I locomotori avevano in genere due motori e si ottenevano quattro velocità di esercizio con l'ausilio dì reostati e speciali collegamenti statore-rotore che permettevano di variare il numero di poli e in seguito anche il numero di fasi.
La massima aderenza si otteneva mediante bielle di accoppiamento delle ruote motrici.
Il sistema trifase pur tecnicamente valido per quanto riguarda le potenze e le tensioni di alimentazione dei motori, aveva però l'inconveniente di una maggiore complessità costruttiva della linea aerea e dei sistemi di captazione, soprattutto negli scambi e negli incroci; infatti le due fasi aeree esigevano, come è comprensibile, la presenza di doppi pantografi, e dispositivi per mantenere la loro captazione sempre separata, anche quando le linee si incontravano o si incrociavano (la terza fase era applicata alla rotaia).
Inoltre i motori asincroni avendo caratteristiche di avviamento e regolazione meno elastiche dei motori a corrente continua erano meno adatti alle esigenze di frequenti avviamenti e fermate, e continue variazioni di velocità. Infatti, prima dell'avvento della possibilità di variare con continuità la frequenza delle fasi di alimentazione la velocità di rotazione di un motore asincrono dipendeva rigidamente dalla frequenza delle fasi, dallo schema di connessione dei motori, e dal numero dei poli utilizzati da ciascun motore. Di conseguenza, usando un numero limitato di queste configurazioni, un treno con alimentazione trifase poteva viaggiare ad un numero limitato di velocità, con "strappi" sia in partenza che in accelerazione, cosa che permetteva di riconoscere subito se si stava viaggiando in un treno con alimentazione asincrona. D'altra parte, il favore per la corrente alternata trifase rispetto alla corrente continua nella trazione era giustificato dal fatto che a quel tempo vi erano serie difficoltà a produrre corrente continua a tensioni superiori a 500-700 V, e che i dispositivi di conversione in continua della corrente alternata ad alta tensione erano poco affidabili perché rotanti.
L'elettrificazione della linea dei Giovi (con locomotori del gruppo E 550 da 2040 CV) risolse il problema del traino di treni pesanti in galleria e in forte pendenza. La soluzione fu pienamente soddisfacente, sia dal punto di vista tecnico che da quello umano: con le lente motrici a vapore, infatti, erano frequenti gli svenimenti da anossia nel percorso a salire per i fumi stagnanti nei tunnel. Tali fatti produssero gravi incidenti e veri disastri, oltre che gli ovvi disagi per le persone.
Nello specifico, per quella linea, si triplicava inoltre la potenzialità di trasporto con aumento della velocità commerciale, frequenza e peso utile dei convogli.
Dopo il 1914 vennero costruiti locomotori veloci, E.330 ed E.331, che raggiungevano i 100 km/h, per le esigenze dei treni viaggiatori.
Verso il 1922 venne elettrificata l'importante linea Genova-Torino-Modane e si rese pertanto necessario costruire i nuovi locomotori a quattro assi accoppiati per treni viaggiatori pesanti E.431 ed E.432 (2700 CV / 100 km/h).
Nel 1927 sulla linea Roma-Sulmona venne sperimentata la trazione elettrica a 10000 V a frequenza industriale con i locomotori E.470, E.472 e E.570. Questa realizzazione rappresentò il canto del cigno del sistema e concluse il periodo della trifase. La trazione trifase in Italia sopravvisse fino alla seconda metà degli anni settanta.

### La trazione elettrica a corrente continua

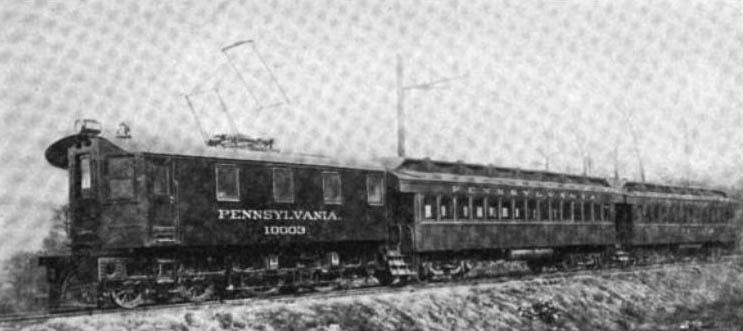
Trazione elettrica in USA nei primi anni del XX secolo

Il passaggio dalla trazione trifase alla trazione a corrente continua si rese necessario per vari motivi: con le tecnologie allora disponibili con la trifase non era possibile soddisfare le esigenze di una moderna rete ferroviaria o elevare le velocità di corsa; la complicazione dei sistemi elettromeccanici per variare il numero di poli e di fasi rendeva il sistema troppo esposto a guasti e bisognoso di frequente manutenzione. Inoltre la complicazione della linea elettrica di alimentazione ne impediva l'uso a velocità troppo sostenute.
Le prime elettrificazioni a corrente continua che si possono considerare fondamentali furono negli USA dove venne elettrificata a corrente continua per una lunghezza di oltre 1000 km la linea costiera atlantica.

#### Nelle ferrovie italiane
In Italia le Ferrovie dello Stato decisero di fare esperimenti di trazione a corrente continua a 3000 V sulla Benevento – Foggia ottenendo brillanti risultati (soprattutto grazie ai raddrizzatori a vapori di mercurio installati ad Apice).
All'inizio del 1918 la Tecnomasio Italiano-Brown-Boveri viene incaricata dell'esecuzione dei lavori che portano, il 6 ottobre 1920,
 all'inaugurazione del nuovo sistema di trazione. In seguito a ciò la 
Torino – Ceres divenne la prima ferrovia al mondo ad aver adottato la 
trazione elettrica a corrente continua ad alta tensione (4000 V). Per l'esercizio vennero fornite 5 locomotive elettriche di rodiggio Bo'Bo', coadiuvate successivamente da 2 automotrici elettriche di rodiggio (1A)(A1).
A partire dal 1930 il positivo risultato degli esperimenti, il perfezionamento dei motori a corrente continua e soprattutto l'avvento dei raddrizzatori termoionici a vapore di mercurio portarono all'estensione progressiva della trazione elettrica a corrente continua a 3000 V per tutte le ulteriori elettrificazioni.
In seguito le celle raddrizzatrici al silicio e i moderni mezzi statici di elevato rendimento e grande affidabilità hanno reso la corrente continua il sistema di elettrificazione in molti paesi del mondo fino alla seconda metà del secolo scorso.
Nel secondo dopoguerra in seguito alla ricostruzione delle ferrovie si capì che era necessario procedere, per quanto possibile, all'unificazione dei sistemi di trazione per ridurre i costi di manutenzione e le giacenze di magazzino del materiale di scorta. Nel corso della guerra erano andati distrutti circa 5000 km di linee elettrificate e 523 locomotive a corrente continua.
Nel corso degli anni cinquanta si eseguì una vasta ricostruzione e proseguirono le nuove elettrificazioni a corrente continua lasciandole convivere con le linee già a corrente trifase. Queste vennero progressivamente convertite alla continua nel successivo ventennio. Su molte tratte (per esempio la Savona-Torino e la Ventimiglia-Genova prima del raddoppio della linea), per economia si riutilizzò la linea elettrica esistente bifilare avvicinando i due fili della linea aerea in modo da avere comunque un doppio filo di alimentazione (e quindi una maggiore corrente di alimentazione) per i pantografi usati dai locomotori in corrente continua.
Tra le prime locomotive elettriche a corrente continua in Italia vi furono le E.626 costruite per effettuare i primi servizi sulla Benevento - Foggia nel 1927. Il punto di forza di questo tipo di trazione era la possibilità di impiegare più motori di trazione, a differenza dei classici due del trifase; ciò, essendo ogni singolo asse mosso dal proprio motore, permetteva di eliminare i complessi biellismi motori di accoppiamento. Le E.626 avevano una velocità massima di 90 km/h e avevano una cassa rigida in livrea castano-isabella.

Le successive costruzioni di serie di locomotive elettriche a c.c. riguardarono i gruppi E.326, E.428, E.636, E.424, E.645 e E.646. Finita la ricostruzione e il potenziamento del parco trazione nel 1965 venne progettata una locomotiva per servizi viaggiatori veloci lungo la Penisola con rodiggio Bo' Bo', quindi con 4 assi motori; nel 1967 venne realizzata la E.444, detta in gergo "Tartaruga", era il simbolo di un nuovo corso delle ferrovie italiane che puntavano sulla velocità. Infatti erano le prime locomotive in grado di raggiungere in servizio i 180 km/h, portati poi a 200 km/h. Il gruppo verrà poi riqualificato durante gli anni novanta divenendo E.444R per il traino di treni Intercity e largamente utilizzato sulla Direttissima Firenze-Roma.

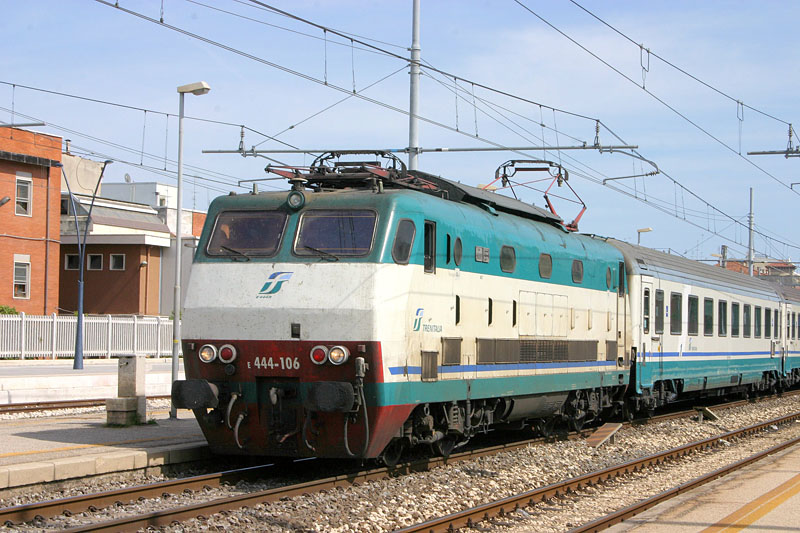
Locomotiva elettrica E.444R.106 a San Benedetto del Tronto, maggio 2006

Ma alle Ferrovie dello Stato italiane serviva una locomotiva potente capace di trainare i convogli sempre più pesanti. Anche i treni merci esigevano una trazione che superasse i 4000 kW soprattutto sulle linee più impervie. Abbandonato il progetto di una E.666, nacquero le E656 (in gergo "Caimano") che divenne uno dei gruppi più numerosi. Era una locomotiva ancora a regolazione reostatica da 4800 kW con rodiggio Bo' Bo' Bo'.

### Le elettromotrici
Le prime elettromotrici, ossia dei rotabili che trainavano se stessi erano state sviluppate ancor prima delle locomotive a corrente continua. Dal periodo anteguerra vennero costruite in sempre maggiore quantità e utilizzate per le linee a carattere regionale. Ma col passare degli anni le elettromotrici assumevano un ruolo sempre più importante fino a effettuare treni di prestigio o rapidi. Tra queste le ALe601 per viaggi a lunga distanza sulla direttrice Milano - Napoli atte a viaggiare fino a 200 km/h.
L'evoluzione delle elettromotrici ha portato alla costruzione di elettrotreni speciali, come l'ETR200, l'ETR220, l'ETR250 Arlecchino e l'ETR300, il famoso Settebello con un comfort notevole per i passeggeri, carrozze climatizzate, carrozza ristorante e un belvedere ai due estremi, che raggiungeva una velocità di 200 km/h.
L'ulteriore evoluzione degli elettrotreni si ha con l'ETR401, il primo Pendolino con cassa oscillante costruita dalla Fiat Ferroviaria. Questo treno vedeva l'utilizzo di un dispositivo per l'inclinazione del treno nelle curve che rendesse più confortevole il viaggio per i passeggeri e soprattutto consentisse una maggiore velocità sulle linee italiane. Durante gli anni sessanta si fecero molti esperimenti e alla fine degli anni ottanta uscirà l'ETR450, il primo elettrotreno a cassa oscillante per i servizi ad Alta Velocità in Italia.

### Il ritorno del trifase: l'azionamento elettronico
Negli ultimi decenni lo sviluppo delle tecnologie nel campo dell'elettrotecnica e dell'elettronica di potenza e la messa a punto di sistemi di regolazione che svincolano le caratteristiche della corrente motorica (alternata o continua) da quelle della corrente alimentata al pantografo (alternata o continua) ha consentito la riscoperta dell'uso dei motori a corrente alternata e in particolare di quelli trifase che offrono il vantaggio della loro più semplice struttura elettromeccanica. Non bisogna dimenticare che questi motori sono ad induzione e privi di spazzole e/o collettori a lamelle, al contrario dei motori trifase a collettore montati nei locomotori di prima generazione (quelli dell'inizio del XX secolo).
Quanto all'intrinseco difetto di possedere una curva di caratteristica meccanica particolarmente sgradita (instabile perché in gran parte ascendente e solo in minima parte discendente) la moderna elettronica vi ha posto rimedio con l'estesa implementazione di sistemi di alimentazione di potenza elettrica basati su circuiti convertitori statici; questi dispositivi, pilotati da calcolatori, alimentano i motori di trazione con correnti a tensione e frequenza variabili, producendo in tal modo una caratteristica meccanica finale adeguata alla necessità, potendo quindi riprodurre anche un funzionamento a potenza costante (ossia con curva di caratteristica meccanica avente forma di iperbole equilatera). Tali caratteristiche rendono il funzionamento della locomotiva così equipaggiata, oltre che stabile, particolarmente economico e funzionale nell'esercizio.
Il motore trifase ha poi l'intrinseco vantaggio di poter funzionare automaticamente (senza modifiche o regolazioni esterne) da freno e ciò accade semplicemente allorché la velocità di rotazione del rotore supera la velocità di sincronismo, velocità dovuta alla frequenza della corrente di alimentazione: tale caratteristica, unita alla forte ripidità della curva di caratteristica meccanica nell'intorno di tale valore di velocità, rende tale motore particolarmente adatto al mantenimento di una prefissata velocità in condizioni variabili di resistenza al moto (come ad esempio un tracciato con successive salite e discese) senza necessità di variare la regolazione dell'alimentazione. In sostanza gli scostamenti dalla "velocità di impostazione" (funzione della frequenza della corrente) sono minimi sia in negativo (funzionamento in trazione) che in positivo (funzionamento in frenatura) e il passaggio dall'azione traente a quella frenante avviene spontaneamente all'aumento della velocità del veicolo.
Oltre a consentire il ritorno del motore asincrono ad essere competitivo per la trazione ferroviaria, il controllo elettronico permesso dai dispositivi a stato solido di potenza ha anche consentito di rendere l'uso dei motori indipendente dal tipo di alimentazione. Abbiamo così che uno stesso locomotore con motori asincroni può funzionare sia con alimentazione continua che con alimentazione alternata a frequenza di rete. L'elettronica di potenza presente a bordo è in grado di convertire entrambe nella corrente alternata a frequenza variabile richiesta dal motore.
Per questo motivo si è assistito ad una diffusione massiccia della erogazione al pantografo di corrente alternata a 25000 V ad alimentare le nuove ferrovie ad alta velocità, in ragione soprattutto della maggiore potenza erogabile al singolo convoglio e della maggiore disponibilità di tecnologia sviluppata in questo settore negli ultimi decenni. In realtà utilizzando 2 linee di alimentazione a 25000 V si riesce ad ottenere una tensione di alimentazione interna ai motori di 50000 V.
Il principale vantaggio di tale sistema è la limitazione delle correnti; a parità di potenza impegnata le correnti in gioco sono più basse (la potenza media assorbita da un motore è il prodotto della corrente per la tensione) e quindi si hanno statisticamente meno problemi di captazione attraverso i pantografi dei locomotori, inoltre le minori correnti consentono un maggiore distanziamento delle sottostazioni elettriche, soprattutto unitamente all'uso di autotrasformatori intermedi lungo la linea; tuttavia il sistema presenta anche alcuni gravi difetti e relativi costi, di cui il principale è sicuramente quello legato al potere di induzione magnetica (dovuto alla caratteristica della corrente alternata) che unita alla tensione elevata può provocare interferenze gravi nei sistemi di telecomunicazione e che come tale impone particolari e costose accortezze nella progettazione e nella scelta dei materiali e delle componenti. Tali problemi rendono economica l'estensione di tale sistema di trazione solo nei casi dove si verificano assorbimenti di potenza puntuali elevati, come avviene, ad esempio, nelle linee veloci.

### DOTE (dirigente operativo trazione elettrica)
Con questo termine si indica il complesso di persone e di impianti che servono a garantire la qualità e la continuità del servizio di alimentazione delle linee ferroviarie italiane a trazione elettrica. Le attività del DOTE consistono nella gestione della manutenzione sia preventiva che correttiva su tutti gli impianti di alimentazione della linea di contatto e sulla linea di contatto stessa. L'attività di controllo viene svolta in apposite sale con sistemi SCADA tramite i quali è possibile verificare e manovrare l'assetto dell'intera rete.
La storia dei DOTE computerizzati inizia alla fine degli anni ottanta. Grazie ai finanziamenti ottenuti in occasione dei mondiali di calcio del 1990, le ferrovie italiane commissionarono il primo DOTE computerizzato per l'installazione sulla linea Roma-Fiumicino. La realizzazione di questo primo sistema venne commissionato alla Landis & Gyr Italia S.p.A., poi Telegyr systems Italia, azienda già fortemente attiva nel settore della produzione e distribuzione di energia per conto ENEL. Per la sua realizzazione venne scelto di operare alcune personalizzazioni su di un prodotto software che già l'azienda stava sviluppando, il sistema di supervisione DS2000. Le funzioni realizzate comprendevano il monitoraggio in tempo reale dello stato degli interruttori e sezionatori elettrici e la possibilità di effettuare manovre senza la necessità di presenza di personale sul posto. Ben presto il sistema (codice interno G280) venne arricchito con una funzione denominata "scambio moduli automatizzato", che permetteva e permette ancora oggi la gestione in sicurezza delle interruzioni di energia necessarie per le operazioni di manutenzione sulle linee elettriche. Successivamente venne introdotta la funzione di ricerca guasti automatizzata, che permette di stabilire la posizione di un guasto manovrando opportunamente in modo automatico gli enti di sezionamento.
Il successo del DS2000 decretò ben presto la progressiva sostituzione di tutti i sistemi di questo tipo in Italia e divenne ben presto lo standard per l'intera rete ferroviaria italiana. Il sistema è basato su un'architettura che ha come nodo nevralgico due server basati su OpenVMS in ridondanza calda che ricevono e trasmettono dati dalle cabine elettriche dislocate sul territorio per mezzo di elaboratori dedicati alla comunicazione, anch'essi in ridondanza calda. Gli operatori, o turnisti, operano sul sistema attraverso postazioni operative dotate di interfaccia grafica multi monitor, fino ad un massimo di 6 postazioni da 4 monitor ciascuna. Solo nel 2012, a più di vent'anni di distanza, il DS2000 sta andando in pensione per essere sostituito dal sistema SF, realizzato da Siemens, che nel 2005 ha acquisito Telegyr systems.

### I limiti e i problemi dell'alimentazione a 3000 Vcc
Col passare degli anni, i treni sono diventati sempre più pesanti e di conseguenza con la necessità di erogare sempre maggiori potenze; aumentano quindi anche le correnti in gioco. Questo ha fatto sì che nei sistemi come quello italiano, la corrente e la tensione assumano ordini di grandezza simili.
Questo fatto ha reso sempre più complesse le problematiche di protezione delle linee di contatto. Avere carichi che richiedono correnti dell'ordine di 3000/4000 ampere, significa avere resistenze di carico di valore anche inferiori ad 1 ohm, e quindi la possibilità, da parte degli interruttori di protezione della linea (extrarapidi) di "confondere" il carico assorbito da un treno sotto sforzo con un cortocircuito di linea, soprattutto se il guasto è ad una distanza considerevole.
Nell'alimentazione a 3000 Vcc quindi si adottano degli schemi di protezione dove in condizioni di normale utilizzo, un determinato tratto di linea è alimentato sempre contemporaneamente da due interruttori automatici ed elettricamente isolato dai tratti successivi e precedenti dai cosiddetti "spazi d'aria".
Per garantire l'interruzione dell'alimentazione in caso di guasto, i due interruttori e, talvolta, dei relais voltmetrici posti lungo la linea, sono interconnessi tra loro da un cavo detto "coppia di relazione", percorso costantemente da una bassa tensione continua (144 V). L'apertura di uno solo dei due interruttori, così come l'intervento del relais voltmetrico lungo la linea, provoca l'interruzione della corrente di relazione e l'immediata apertura dell'interruttore anche dall'altro lato del circuito di relazione.
Tale sistema è realizzato grazie ad appositi dispositivi montati sull'interruttore (Asservimenti o ASDE).
Tale meccanismo di relazione può essere disabilitato o dal quadro di controllo dell'interruttore extrarapido o tramite telecomando dalla sala controllo. In questo caso la taratura della soglia di intervento della protezione viene automaticamente modificata al valore di "taratura bassa". Tale accorgimento è necessario perché la comunicazione elettrica fra i due interruttori viene a mancare.
In ogni sottostazione di alimentazione quindi, esistono almeno due interruttori extrarapidi per ogni binario, uno appartenente al circuito di relazione della sottostazione di alimentazione precedente e uno appartenente al circuito di relazione della sottostazione successiva. Normalmente tali circuiti sono isolati tra loro, in altre parole, se lungo la linea ci sono le tre sottostazioni di alimentazione A, B, C; in condizioni di funzionamento normale un circuito di relazione va da A a B ed uno va da B a C. Tale condizione di funzionamento è quella di normale assetto e assume il nome di "continuità elettrica interna", cioè le tratte A-B e B-C sono rese equipotenziali perché i due interruttori sono chiusi ed entrambi prelevano dalla sbarra interna alla sottostazione (sbarra omnibus).
In caso di fuori servizio di uno o di entrambi gli interruttori della stessa sottostazione, vengono aperti entrambi gli interruttori e chiuso un sezionatore esterno alla sottostazione (sezionatore di seconda fila) che interconnette le linee di contatto A-B e B-C. La chiusura del sezionatore di seconda fila provoca, grazie ai dispositivi ASDE, l'interconnessione anche dei circuiti di relazione A-B e B-C. In questo modo le tratte A-B e B-C risultano interconnesse ed assumono l'aspetto di un'unica tratta composta dalla somma delle due, che va quindi da A a C. Tale assetto di rete si dice "prolungamento tratta", o "continuità metallica esterna".

## Tipi di trazione

### Trazione a vapore

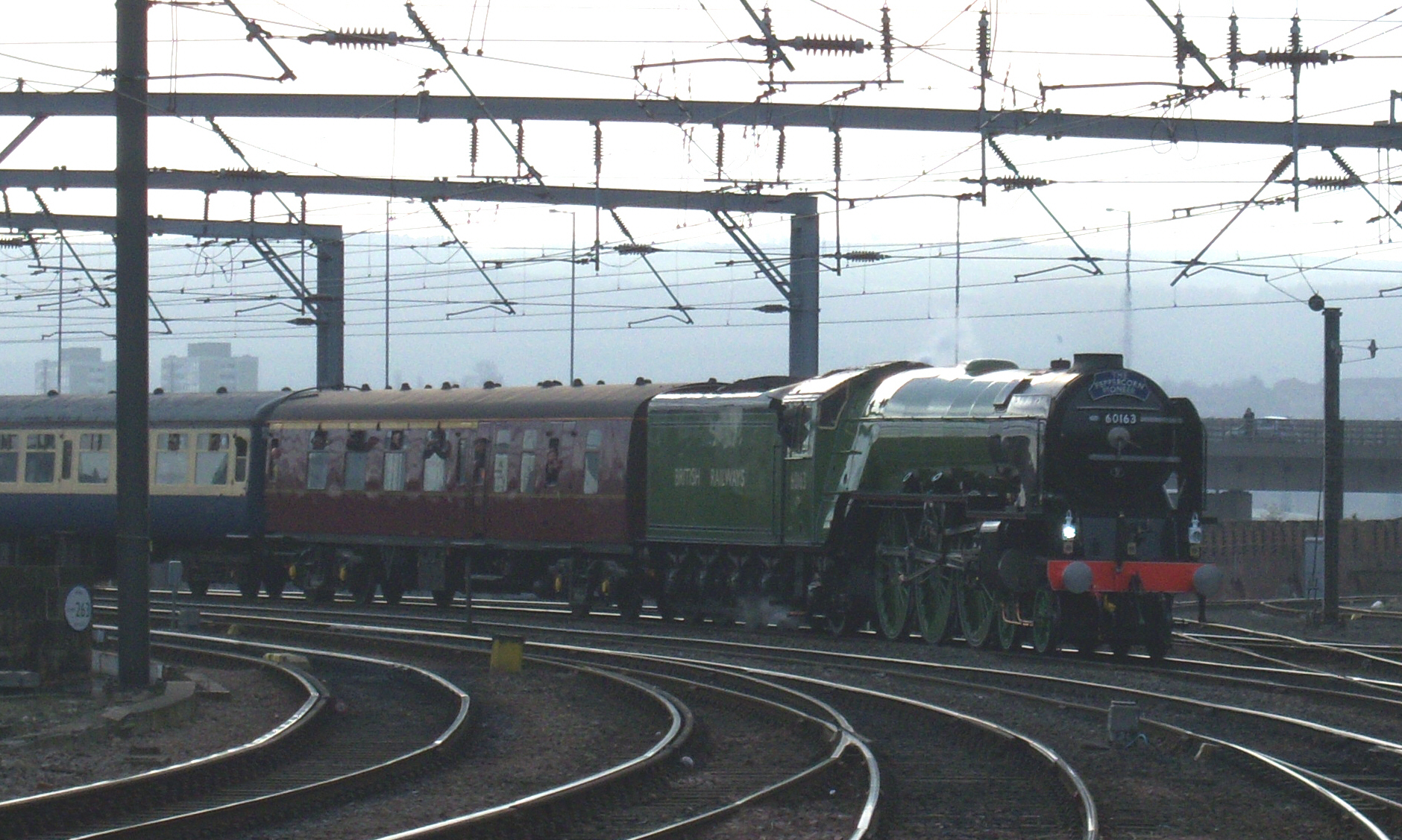
Treno turistico con trazione a vapore

Agli inizi dell'Ottocento in Inghilterra, in seguito allo sviluppo del motore a vapore come sostituto meccanico del cavallo per il traino dei convogli di carrelli di carbone nelle miniere, la tecnologia ferroviaria adottò la trazione a vapore, che consentì il rapido diffondersi delle ferrovie in tutto il mondo a cavallo tra il XIX e il XX secolo.
Quale combustibile per l'alimentazione delle caldaie venne presto utilizzato il carbone fossile, ma in alcune aree del mondo anche il carbone di legna e, specie nelle piccole ferrovie boschive, anche la legna in pezzi. Dalla metà del XX secolo cominciò ad essere usata anche l'alimentazione ad olio combustibile e a nafta. Vennero sperimentate anche alimentazioni a gas metano, presto abbandonate a causa di gravi incidenti.
Allo scopo di aggiornare la tecnologia costruttiva della trazione a vapore ed aumentarne prestazioni e rendimento sono state costruite anche locomotive con caldaie ad alta pressione; nonostante ciò tale sistema di trazione, se si eccettuano alcuni servizi turistici, è pressoché scomparso e sopravvive in maniera consistente solo in alcune regioni dell'Asia e dell'Africa.

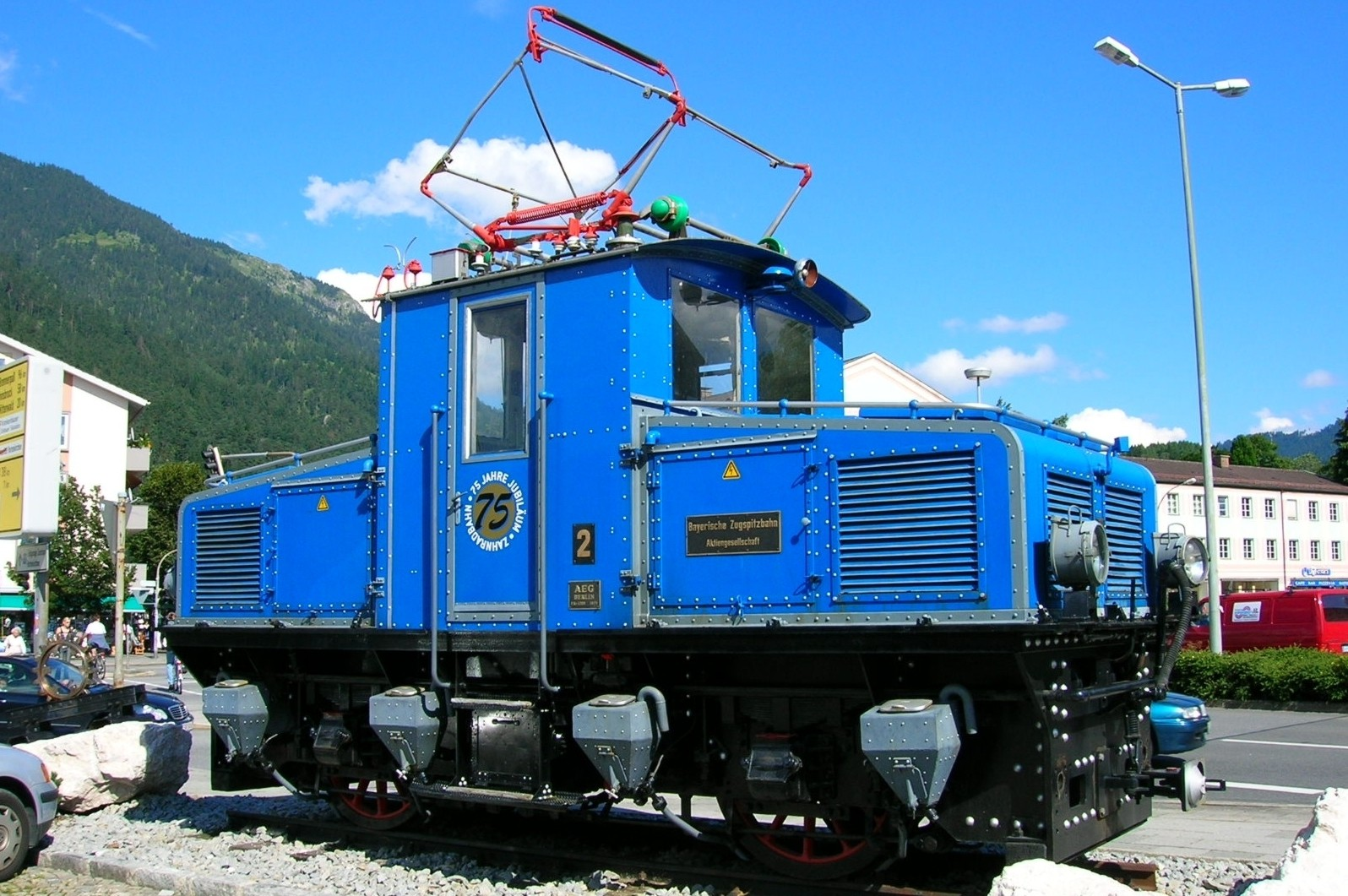
Locomotiva elettrica a due assi della Zugspitzbahn esposta a Garmisch, (Germania)

### Trazione elettrica
Dagli inizi del XX secolo si è sviluppato progressivamente un ulteriore tipo di trazione basato sull'uso di motori elettrici; il sistema definito trazione elettrica è oggi quello tecnologicamente più evoluto e caratterizza fra l'altro tutte le ferrovie ad alta velocità di recente realizzazione. Le ragioni della sua affermazione risiedono nella maggiore affidabilità elettromeccanica e nella sua maggiore economicità di esercizio nelle ferrovie a traffico intenso; è inoltre quello a minore inquinamento ambientale e consente con opportuni sistemi anche un certo recupero di energia nelle discese e nelle fasi di rallentamento o frenatura.

### Trazione termica

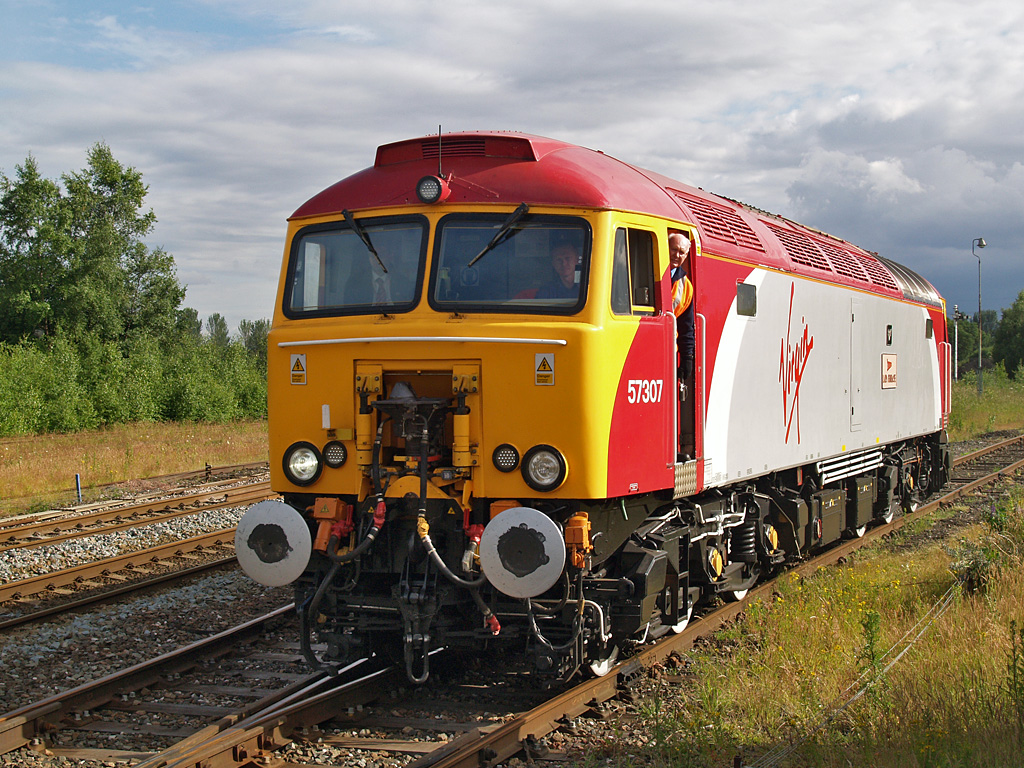
Trazione diesel

La Trazione Termica o Diesel, attuata mediante l'uso di motori endotermici agli inizi anche a benzina o benzolo ma in seguito quasi esclusivamente diesel a partire dagli inizi del XX secolo si è progressivamente diffusa in tutto il mondo, in Europa generalmente sulle linee a traffico medio-basso ma quasi generalizzata in Asia e nelle Americhe.

### Sistemi sperimentali
Ormai definitivamente abbandonato invece è il sistema di trazione ad elica.
Il primo esperimento di trazione ad elica di cui si ha conoscenza venne operato da un reparto di aviatori tedeschi e riguarda l'applicazione di un motore d'aereo ad un carro pianale avvenuta nel 1916 su una linea a scartamento ridotto della Palestina. Il veicolo raggiunse la velocità di 90 chilometri orari. Tuttavia il primo uso industriale vero e proprio sembra essere stato quello del 1929, in Inghilterra, adottato dal costruttore, Bennie, su dei veicoli a forma di siluro che muniti di due eliche per poter viaggiare nei due sensi, percorrevano una ferrovia sospesa di circa 2 chilometri. L'ultimo tentativo avvenne in Germania nel 1931, sull'onda dei successi dei dirigibili, che usavano proprio la propulsione ad elica, su una automotrice con struttura in lega leggera, progettata dall'ing. Kruckenberg, che sulla linea Amburgo-Berlino, tra Bergdorf e Spandau stabilì il primato mondiale per quel tipo di trazione raggiungendo i 230 km/h. Nonostante questo il mezzo non entrò mai in esercizio regolare. Gli esperimenti effettuati miravano principalmente alla velocità elevata ma dimostrarono i pesanti limiti del sistema.
I motivi dell'insuccesso erano ascrivibili essenzialmente alla necessità di costruire veicoli molto leggeri per compensare le difficoltà di avviamento, quindi di costosa costruzione e non atti ad aumenti del carico previsto, nonché alla necessità di una sagoma limite maggiorata per poter circolare; Infine, concorse all'abbandono del progetto lo sviluppo dell'uso di motori elettrici ed endotermici sempre più veloci ed affidabili nella trazione ferroviaria.

## Standard di trazione e delle motrici elettriche

### Principali standard di trazione elettrica europei
- A corrente continua:
  - 750 V tramite terza rotaia (principalmente nel sud della Gran Bretagna)
  - 1500 V (Francia, Irlanda, Paesi Bassi)
  - 3000 V (Armenia, Azerbaigian, Belgio, Repubblica Ceca, Estonia, Georgia, Italia, Lettonia, Polonia, Russia, Slovacchia, Slovenia, Spagna)
- A corrente alternata monofase:
  - 15000 V 16⅔ Hz (Austria, Germania, Norvegia, Svezia, Svizzera)
  - 25000 V 50 Hz su tutte le nuove reti ad alta velocità europee (unico standard in Bosnia-Erzegovina, Bulgaria, Croazia, Danimarca, Finlandia, Grecia, Lussemburgo, Macedonia del Nord, Montenegro, Portogallo, Romania, Serbia, Turchia, Ungheria)
- A corrente alternata trifase:
  - 3600 V 16⅔ Hz (Europa centrale e Italia fino al 1976)

### Tipi di motrici a trazione elettrica
- Motrici con regolazione a reostato (con alimentazione e motori in c.c.)
- Motrici con regolazione a graduatore/trasformatore (con alimentazione e motori in c.a.)
- Motrici con regolazione a frazionatore (con alimentazione e motori in c.c.)
- Motrici con regolazione a invertitore (con alimentazione qualsiasi e motori prevalentemente di tipo trifase)